# 吉田政美
吉田 政美（よしだ まさみ、本名：吉田 正美、1952年9月29日 - ）は新潟県出身のシンガーソングライター、プロデューサー、さだまさしの著作権管理会社「株式会社まさし」社長。ファンやさだまさしには「まちゃみ」の愛称で親しまれている。

## グレープ時代

### グレープ結成
さだまさしとは1969年、当時高校2年生のときに共通の友人の紹介で知り合った。当時さだはアマチュア・バンド「フライング・ファンタジー」のリーダーであり、吉田は同じくアマチュア・バンド「レディ・バーズ」のリーダーであった。1970年の春にさだ、吉田ともうひとりのメンバー3人でヤマハ・ライト・ミュージック・コンテスト（現ヤマハポピュラーソングコンテスト）に応募するが予選落ちしている。さだはその後も他にメンバーを集めてバンド活動を行っているが、プロになることは考えていなかったという。さだは國學院高等学校を卒業後、國學院大學法学部に入学する。
高校卒業後、大学に入学するもすぐに退学し、セミ・プロのバンドに入る。キャバレー回りのバンドであったため、さだはこの入団に反対したが、反対を振り切って入団している。さだは吉田がいわゆる音楽極道（ゴロ）になっていくのではないかと心配し留守宅を覗きに行くなどしていた。しかしさだは大学にはほとんど行かず数々のアルバイトをしながらアマチュア・バンド活動の生活を送り、肝炎を患ったことをきっかけに1972年10月初旬長崎に帰郷し大学を中退した。さだが「東京で録音したデモ・テープを長崎に送ってほしい」と吉田に手紙を出したことで、吉田はさだが長崎にいることを知る。吉田はバンド生活に嫌気がさしていたため仕事を無断退職して、失踪状態で長崎にやって来た。そのためさだは吉田を叱責して東京に帰るよう諭すつもりでいたが、彼の姿を見て咄嗟に「おい! よく来たなあ」と言ってしまったため叱責することが出来なくなったという。以後二人は意気投合し同年11月3日、フォークデュオを結成する。ただし、実情は「とりあえず」二人だけでやるという結成であった。コンサートの開催を考えコンサートの興業団体に掛け合うが、いずれの団体とも話はつかず、結局はファースト・コンサートを自主開催することとなった。コンサート開催に際してグループ名が必要になったため、吉田が楽譜のトレード・マークにしていた"Grape"でどうかとさだに提案。さだは「ああ、そうしよう」と答え、1分でグループ名が決まったという。後に「グレープ」の名で全国に知られるようになるが、さだはデュオの正式表記は"Grape"であるとしている。
初めてのコンサートを前にグレープは、島原市の著名人でさだの父親の友人でもあった宮崎康平を訪ねた。その際グレープは宮崎に後に、自主制作のEP盤『 GRAPE-1』に収録される歌｢恋は馬車に乗って｣やデビューアルバム『わすれもの』に収録される歌｢蝉時雨｣「紫陽花の詩」を披露している。これを聴いた宮崎は「これは面白い。このような歌は今まで聴いたことがない。」と感心し、長崎新聞社の学芸部・宮川密義に紹介する。宮川は二人を面接して歌を聴きヒット性を予見、長崎新聞のヤング欄に写真入りでグレープを紹介した。11月25日に、NBCビデオホールで初めてのコンサートは定員304席のところ250人程度のしか聴衆が集まらず、さだの実弟の繁理が通りすがりの人を無理にでも引き込むようなこともあったという（さだはのちにこの行為を「キャバレー方式」と呼んだ。）。このファースト・コンサートに長崎放送ラジオのディレクターが臨席したことからラジオ出演へとつながる。宮崎康平はグレープを長崎放送テレビにも紹介し、グレープはローカル番組「テレビ・ニュータウン」のレギュラーに起用される。やがて音楽プロデューサー川又明博によってスカウトされ、1973年10月25日、ザ・バードコーポレーションを所属事務所として「雪の朝」でワーナー・パイオニア（現ワーナーミュージック・ジャパン）より全国デビューした。

### 人気フォークデュオに
デビュー曲「雪の朝」はまったくヒットせず、友人らがレコードを買い込んで知り合いに無理に買わせるといった状況であったという。1974年4月25日に第2作目のシングル「精霊流し」を発表するが、まだ無名のフォークデュオであったため、当初の売り上げは芳しくないものだった。しかし、東海ラジオの深夜番組『ミッドナイト東海』の中で、アナウンサーの蟹江篤子が担当の曜日で毎週のように流し続けた。これが助力となって、放送エリアの名古屋地区のみならず全国的なヒットとなり、この年の第16回日本レコード大賞作詩賞受賞することとなった
1974年10月25日に3枚目の「追伸」をリリース。4枚目の「ほおずき」を1975年3月25日に発売したが二人が考えていたほどのヒットには至らず、5枚目の「朝刊」を1975年8月25日に発売して暗いイメージの払拭を狙ったが、彼らが考えていたほどのヒットにはならなかった。1975年11月25日に6枚目にしてグレープ名義ではラスト・シングルとなる「無縁坂」をリリースし、「精霊流し」以来の大ヒットとなる。さらに、アルバム『コミュニケーション』に収録された「縁切寺」は収録曲の中でもとりわけ人気を博し、グレープ解散後の1976年8月21日にバンバンがシングルとしてカヴァー・リリースし、ヒットさせている。
今ではフォークデュオとして記憶されているが、後にさだまさしが語るには「ロックをやりたかった」のだと言う。さだのヴァイオリンと吉田のジャズ・ギターを活かしたサウンドを目指していたらしい。確かに無国籍な印象のあるデビュー曲「雪の朝」や「精霊流し」のB面に収録されたフレンチ・ポップス風の「哀しみの白い影」など、いわゆるフォークの枠に収まらない楽曲も多い。また、セカンド・アルバム『せせらぎ』収録の「ラウドネス」や『グレープ・ライブ 三年坂』に収録されている吉田の「バンコ」、さだの「第一印象」といった楽曲は明らかにフォークソングではなく、彼らが本当にやりたかった音楽の片鱗がうかがえる。
さだは後年「男性二人のデュオは当たらないという当時のジンクスを自分たちが打ち破った」と語っている。

### 解散
1975年ごろからさだは激務から再び肝炎を患いプロデューサーに1年間の休養を打診したが、聴衆から忘れられるという理由で断られている。吉田は「ノリノリの時期だったために当時のレコード会社からは休息を許されず、グレープの活動を終わりにするしか、さだには休養する手段がなかったんです。これがいちばんの理由」と語っている。また世間的には「精霊流し」のヒットにより、精霊流し＝暗い＝グレープというイメージがつき、雰囲気を変えるために5枚目のシングルとして「朝刊」をリリースしたが思うようにヒットしなかったこと、続く6枚目のシングル、母の人生の苦労を歌った「無縁坂」がヒット、さらには同時リリースの3枚目のアルバムに収録されている「縁切寺」が好評を博したことなどが重なってしまい、自分たちのやりたい音楽と受け手との齟齬（そご）を感じるようになった。このような経緯から1976年春にグレープは解散に至った。なお、さだは解散コンサートにて解散の理由を「精霊流し、無縁坂、縁切寺ときたらあとは墓場しかない」と述べている。
解散時期は、1976年3月とする資料と、4月に解散コンサートを長崎県で行ったとする資料があり、さだまさしの公式WEBサイトでは「3月」となっていた（現在は修正済み）が、後にさだ企画社長の佐田繁理（さだの実弟）が当時の所属事務所であるバードコーポレーションの社長から入手したグレープ時代のスケジュール表によると、1976年4月9日放送の文化放送『グレープのセイ!ヤング』最終回が、グレープとしての最後の仕事となっているとのことである。

## グレープ解散後の吉田
吉田はグレープ解散後、「茶坊主」を結成する。メンバーは以下の通り
- 吉田正美（ギター、ヴォーカル）
- 菊池まみ（ヴォーカル）
- 松宮幹彦（ギター）
- 斉藤正一（ベース）
- 伊藤史朗（ドラムス）
- 石川清澄（キーボード）

「吉田正美と茶坊主」という表記もあるが、アルバムでは「TCHABOWS FEATURING MASAMI YOSHIDA & MAMI KIKUCHI」と記されている。菊池まみと石川清澄以外は、グレープのラスト・コンサートでのサポート・メンバーであった。なお、のちにグレープ時代の相方さだまさしのバックを務める石川清澄がメンバーに加わっている。
1976年9月に「黄昏色に心をそめて」で茶坊主はデビュー。同年12月にはデビュー・アルバム『トゥリー・オブ・ライフ』をリリース。クラフト、さだまさし、矢野顕子といったゲストミュージシャンが参加。2007年には31年ぶりにCD復刻されリリースされた（ボーナス・トラックとして、シングル曲「黄昏色に心をそめて」が収録された）。しかしセールス的には成功せず、茶坊主はほどなく解散する。
1980年にはソロ・シングル「夏の記憶に(Sailing For Two)／You're in the sky with Soda」、ソロ・アルバム『My tune My turn masami』をリリース。名前を吉田正美から吉田政美に変更する。
以後ディレクター業を開始、2年間 SMS に在籍したのちVAPレコードに移籍し、プロデューサ、管理部門を経て2023年に再雇用期間を満了し退社している。この間に手がけたアーティストはアグネス・チャン、国広富之、喜納昌吉、深町純、ヒカシュー、岸本加世子、サーカス、所ジョージなど。
2024年にさだの著作権管理会社である「株式会社まさし」の社長に就任した。

## さだまさしとの活動と再起動
- グレープ解散後、1976年録音のさだのソロ1stアルバム『帰去来』に収録されている「転宅」に吉田がギターで参加している。
- 1981年リリースの『昨日達…』でライナーノートを執筆。
- 1983年にVAPレコードの音楽ディレクターとして、吉田はさだに不二家ソフトエクレアTV・CMイメージソングの制作を依頼している（アルバム『風のおもかげ』収録）。
- さだまさしデビュー10周年記念コンサート「時の流れに」において1983年10月7日（大阪フェスティバルホール）で「縁切寺」、「精霊流し」を演奏。グレープ再結成を果たしている（『書簡集 10th ANNIVERSARY 八夜連続コンサート"時の流れに"ライヴ』収録）。
- 1986年のアルバム『帰郷』では「精霊流し」、「縁切寺」、「掌」の3曲のレコーディングに参加。
- 1991年、「お互い年を取り、しなびたぶどうになった」というさだの洒落から「レーズン」名義で期間限定で活動をする。シングル「糸電話／新ふるさと物語 - 福岡県福間町イメージソング -」、アルバム『あの頃について -シーズン・オブ・レーズン-』を制作。
- 2003年7月リリースのライヴ・アルバム『月虹 over the Moon-Bow 第一夜〜第四夜』の「第二夜 Orange」でもグレープは再結成しているが、ネーミングはレーズンをとらずグレープとしている。
- 2022年11月3日、結成から満50年のタイミングで「再起動」、1976年に解散コンサートを行った神田共立講堂で「GRAPE 50年坂一夜限りのグレープ復活コンサート」を行うことを発表。コンサートでは新曲を2曲披露し、早ければ2023年2月頃にグレープ名義としては実に約47年ぶりに4枚目となるオリジナルアルバムをリリースすることを発表。
- 2023年2月15日にニューアルバム『グレープセンセーション』をリリース。その後はグレープとしてテレビやラジオに出演、さだのソロ・コンサートに同行し参加するほかグレープとしてのコンサートなどの活動を続けている。

## グレープとしての吉田の作品
- ゆだねられた悲しみ（『せせらぎ』収録）
- ラウドネス（『せせらぎ』収録。インストルメンタル・ナンバー）
- 絵踊り（『コミュニケーション』収録）
- 風と空（『コミュニーケーション』収録）
- バンコ（『グレープ・ライブ 三年坂』収録。インストルメンタル・ナンバー）
- Question（『グレープ・ライブ 三年坂 完全盤』収録。インストルメンタル・ナンバー。さだとの共作）
- 花会式（『グレープセンセーション』収録。吉田が作曲、さだが作詞の共作）
- 残月（『生命の樹 〜Tree of Life〜』収録。作曲が吉田とさだの共作）

## ディスコグラフィ

### シングル盤
- 「黄昏色に心をそめて／NIGHTMARE（夢魔）」（吉田正美と茶坊主）
- 「夏の記憶に(Sailing For Two)／You're in the sky with Soda」（吉田政美）両A面

### アルバム
- 『トゥリー・オブ・ライフ』（茶坊主）
- 『My tune My turn masami』（吉田政美）